# کول ولی (میزوری)
کول ولی (به انگلیسی: Cool Valley) یک منطقهٔ مسکونی در ایالات متحده آمریکا است که در شهرستان سنت لوئیس، میزوری واقع شده‌است. کول ولی ۱٫۲۲ کیلومتر مربع مساحت و ۱٬۱۹۶ نفر جمعیت دارد و ۱۸۰ متر بالاتر از سطح دریا واقع شده‌است.